# Goldsmith-könyvdíj
A  Goldsmith-könyvdíj  (Goldsmith Book Prize)  egy irodalmi díj az Egyesült Államokban, mellyel azokat az írókat kívánják kitüntetni, akik a sajtó, a politika és a közpolitikai szemlélet (public policy) keresztezésével fejleszteni tudják a kormány működését. Az 1993-ban alapított elismerés a díj átadását megelőző egy évben írt művekre vonatkozik.
1991-ben létrehozták egy programot  (Goldsmith Awards Program) a Harvard Egyetem keretein belül, mely két különböző díj odaítéléséért felelős: akadémiai (Goldsmith Prize for Investigative Reporting) és  szakmai (the Goldsmith Career Award for Excellence in Journalism).

## Díjazottak
- 2013

Akadémiai: Jonathan M. Ladd, Why Americans Hate the Media and How It Matters
Szakmai: Rebecca MacKinnon, Consent of the Networked: The Worldwide Struggle for Internet Freedom
- 2012

Akadémiai: Jeffrey E. Cohen, Going Local: Presidential Leadership in the Post-Broadcast Age
Szakmai: Evgeny Morozov, The Net Delusion: The Dark Side of Internet Freedom
- 2011

Akadémiai: Tim Groeling, When Politicians Attack: Party Cohesion in the Media  és  Patrick J. Sellers,  Cycles of Spin: Strategic Communication in the U.S. Congress
Szakmai: Jack Fuller, What is Happening to the News: The Information Explosion and the Crisis in Journalism
- 2010

Akadémiai: Matthew Hindman, The Myth of Digital Democracy
Szakmai: John Maxwell Hamilton, Journalism's Roving Eye: A History of American Foreign Reporting
- 2009

Akadémiai: Markus Prior, Post-Broadcast Democracy: How Media Choice Increases Inequality in Political Involvement and Polarizes Elections
Szakmai: Jane Mayer, The Dark Side: The Inside Story of How the War on Terror Turned into a War on American Ideals
- 2008

Akadémiai: Diana C. Mutz, In Defense of Negativity: Attack Ads in Presidential Campaigns
Szakmai: Ted Gup, Nation of Secrets: The Threat to Democracy and the American Way of Life
- 2007

Akadémiai: Diana C. Mutz, Hearing the Other Side: Deliberative versus Participatory Democracy
Szakmai: Gene Roberts és Hank Klibanoff, "The Race Beat: The Press, the Civil Rights Struggle and the Awakening of a Nation"
- 2006

Akadémiai: James A. Stimson, Tides of Consent: How Public Opinion Shapes American Politics
Szakmai: Geoffrey R. Stone, Perilous Times: Free Speech in Wartime from the Sedition Act of 1798 to the War on Terrorism
- 2005

Akadémiai: Daniel C. Hallin és Paolo Mancini, Comparing Media Systems: Three Models of Media and Politics
Szakmai: Paul Starr, The Creation of the Media: Political Origins of Modern Communications
- 2004

Akadémiai: Scott L. Althaus, Collective Preferences in Democratic Politics: Opinion Surveys and the Will of the People
Paul M. Kellstedt, The Mass Media and the Dynamics of American Racial Attitudes
Szakmai: Bill Katovsky és Timothy Carlson, Embedded: The Media at War in Iraq
- 2003

Akadémiai: Doris Graber, Processing Politics: Learning from Television in the Internet Age
Szakmai: Leonard Downie, Jr. és Robert Kaiser, The News About the News: American Journalism in Peril
- 2002

Akadémiai: Robert M. Entman és Andrew Rojecki, The Black Image in the White Mind
Szakmai: Bill Kovach és Tom Rosenstiel, The Elements of Journalism
- 2001

Lawrence R. Jacobs és Robert Y. Shapiro, Politicians Don't Pander: Political Manipulation and the Loss of Democratic Responsiveness
- 2000

Robert McChesney, Rich Media, Poor Democracy
- 1999

James Hamilton, Channeling Violence: The Economic Market for Violent Television Programming
- 1998

Richard Norton Smith, The Colonel: The Life and Legend of Robert R. McCormick, 1880-1955
- 1997

Nem adtak át díjat
- 1996

Stephen Ansolabehere és Shanto Iyengar, Going Negative: How Political Advertisements Shrink and Polarize the Electorate
- 1995

William Hoynes, Public Television for Sale: Media, the Market and the Public Sphere
- 1994

Cass R. Sunstein, Democracy and the Problem of Free Speech
- 1993

Greg Mitchell, Campaign of the Century: Upton Sinclair's Race for Governor of California and the Birth of Media Politics

## Külső hivatkozások
- A díjról és díjazottakról angolul
- Díjazottak – 2011 Archiválva 2012. december 3-i dátummal a Wayback Machine-ben
- Díjazottak – 2012 Archiválva 2012. február 10-i dátummal a Wayback Machine-ben
- Díjazottak – 2013